# Chuyến bay 182 của Air India
Chuyến bay 182 của Air India là một chuyến bay thường lệ vận chuyển hành khách hoạt động trên tuyến bay Montreal-London-Delhi-Bombay của hãng Air India. Ngày 23 tháng 6 năm 1985, chuyến bay trên - một chiếc Boeing 747-237B (c/n 21473/330, reg VT-EFO) - đã bị phá hủy bởi một quả bom được cho là do nhóm người Sikh tại Canada đặt ở độ cao 31,000 feet (9,400 m). Máy bay sau đã bị rơi ra ngoài Đại Tây Dương cách khoảng 190 km so với bờ biển Ireland.
Tổng cộng có 329 người thiệt mạng, trong đó có 268 công dân Canada, 27 công dân Anh và 24 công dân Ấn Độ. Sự kiện này là vụ khủng bố lớn nhất trong lịch sử Canada  và là hành vi khủng bố hàng không chết chóc thứ hai sau vụ khủng bố 11/9 vào năm 2001 . Đây cũng là thảm họa hàng không tồi tệ nhất trong lãnh thổ Ireland và là một trong những vụ án được điều tra kéo dài nhất, tốn kém nhất và làm chết nhiều nhân chứng nhất.
Người ta đưa ra giả thuyết rằng đây là hành động trả đũa của những người Sikh ly khai sau vụ tấn công của Chính phủ Ấn Độ vào Ngôi đền vàng thiêng liêng nhất của giáo phái này ở bang Punjab. Cuộc điều tra được các cơ quan tư pháp Canada tiến hành trong hơn 300 ngày và tốn kinh phí lên đến 130 triệu đôla Canada. Các nhà điều tra không tìm ra được các chứng cứ rõ ràng để buộc tội hai nghi can đáng nghi nhất là Ripudaman Singh Malik, 58 tuổi, và Ajaib Singh Bagri, 55 tuổi, ngụ tại tỉnh British Columbia (Canada), vốn là ủng hộ viên của nhóm người Sikh ly khai. Họ bị tố cáo là đã cài bom vào chuyến bay, nhưng những chứng cứ mà Cơ quan An ninh Canada đưa ra vẫn chưa đủ sức thuyết phục.
10 năm sau, vụ án được khơi lại với những tình tiết mới và những khoản tiền thưởng lên đến hàng triệu đôla. Nhiều nhân chứng khai báo về sự dính líu của Malik và Bagri trong vụ khủng bố nhưng những nhân chứng này ngay sau đó đã liên tiếp nhận được những lời đe dọa.
Cơ quan Tư pháp Canada quyết định đưa vụ án ra xét xử vào tháng 3/2005. Ngày 16/3/2005, họ tuyên bố tha bổng hai nghi can Ripudaman Singh Malik và Ajaib Singh Bagri với lý do "không có chứng cứ buộc tội các đương sự".